# NGC 5003
NGC 5003 è una galassia a spirale (Sa) situata prospetticamente nella costellazione dei Cani da Caccia alla distanza di 473 milioni di anni luce dalla Terra.